# Tsuki to uso to satsujin
Tsuki to uso to satsujin (月と嘘と殺人?, Tsuki to uso to satsujin) è un film del 2009 diretto da Yasuhiro Yoshida.